# Public Population Project in Genomics
P3G (Public Population Project in Genomics and Society, « Projet public de génomique populationnelle & société savante »), est un organisme international à but non lucratif.  Son principal objectif est de faciliter la collaboration entre les chercheurs et les biobanques dans le domaine de la recherche sur des populations.  Pour ce faire, il compte sur un réseau de membres, experts provenant de toutes les disciplines interpellées par ce type de recherche, tel que l’épidémiologie, le droit, l’éthique, les technologies de l’information, les statistiques, la science biomoléculaire, etc. 
P3G a pour philosophie le partage des connaissances avec toute la communauté scientifique en vue de soutenir les chercheurs qui œuvrent à l’amélioration de la santé des populations.

## L’organisation
P3G est un organisme à but non lucratif fondé sur des membres regroupés en deux catégories : membres institutionnels et membres individuels.  Les membres de P3G proviennent de plus de 40 pays à travers le monde. Ces membres élisent le Conseil d’administration qui assure la direction de l’organisme.  Le siège social est situé au Centre d'innovation Génome Québec et Université McGill (Canada).

## Les activités scientifiques

### En ligne
Pour parvenir à son objectif de susciter la collaboration à une échelle globale, P3G développe, avec ses membres et d’autres experts, des outils, méthodes et ressources visant à optimiser et harmoniser les infrastructures de biobanques et les projets de recherche incluant le domaine de la génétique des populations, de l’épidémiologie et de l’environnement.  Tout ce savoir est partagé gratuitement avec la communauté scientifique via son site web qui réunit toutes les informations pertinentes à l'élaboration, le fonctionnement et la mise en œuvre d'une biobanque:
Toolkit - réunit les outils pertinents à la création et l'accès aux ressources des biobanques. Le but de cette plate-forme est d'être un guichet unique et d'accès ouvert à toute la communauté de rechercher. Le TOOLKIT contient plus de 80 ressources regroupées en cinq catégories (epidémiology et biostatistiques, collection et storage d'échantillons, collection et partage de données, GE3LS, et autres).
LifeSpan - offre une vue d'ensemble du cycle de fonctionnement d'une biobanque, ou d'un projet de recherche à l'intérieur d'un intervalle de temps limité.
HUB - sert de point d'ancrage pour les groupes de collaborateurs, permettant les échanges et discussion pour des projets en cours. 
Training - offre la formation et les informations pratiques pour les chercheurs œuvrant dans le domaine des biobanques. 
Catalogues - décrit de multiples projets impliquant de larges cohortes à l'échelle internationale. Plus de 160 études en provenance de tous les continents, sont présentement offertes dans la base de données, qui est régulièrement mise à jour pour les études en cours.

### Rencontres
P3G réunit la communauté scientifique dans divers endroits du monde. Ces réunions sont l’opportunité notamment d’identifier les difficultés auxquelles la communauté est confrontée, de partager des stratégies novatrices de recherche ou de travailler à l’élaboration de nouveaux outils de recherche. P3G organise également diverses séances de travail sur des sujets d'importance pour ses membres :
- Montréal (Canada) Mai 2015
- Phoenix (États-Unis) Mai 2015
- Helsinki (Finlande) Septembre 2014
- Indianapolis (États-Unis) Mai 2014
- Paris (France) Avril 2014
- Graz (Autriche) Septembre 2013
- Montréal (Canada) Septembre 2013
- Paris (France) Mai 2013
- Uppsala (Suède) Septembre 2012
- Rotterdam (Pays-Bas) Juin 2012
- Montréal (Canada) Avril 2010, Avril 2011, Octobre 2011
- Luxembourg Septembre 2009
- Bruxelles (Belgique) Mars 2009
- Philadelphie (États-Unis) Novembre 2008
- Barcelone (Espagne) Mai 2008
- San Diego (États-Unis) Octobre 2007
- Montréal (Canada) Mai 2007
- Salt Lake City (États-Unis) Octobre 2005
- Hinxton (Royaume-Uni) September 2005
- Helsinki (Finlande) et Tallinn (Estonie) 2004
- Manchester (Royaume-Uni) 2003
- Montreal (Canada) Juillet 2003

### IPAC
La ressource IPAC (International Policy interoperability and data Access Clearinghouse) vise à favoriser l’interopérabilité des normes à l’échelle internationale et à faciliter le partage des données cliniques et de recherche. Fondée sur les compétences acquises par P3G la ressource IPAC agit comme un guichet unique pour les collaborations de recherche nationales et internationales, en offrant des cadres normatifs qui respectent la législation de chaque pays de manière à promouvoir l’accès aux données de recherche.

#### Chercheurs IPAC
Se basant sur l'expérience des plates-formes de recherche de P3G, l'équipe IPAC regroupe des experts internationaux des enjeux éthique, légal et sociétal dans des domaines tels que : la médecine régénérative, la thérapie génique, le cancer, la pédiatrie, les adultes sous tutelle, les personnes décédées, les maladies rares, la bioéthique et le droit. Les champs de recherche comprennent les biobanques, le consentement, l'accès aux données/échantillons, la commercialisation, la confidentialité/vie privée, l'éthique de la recherche et la gouvernance. Les services sont offerts en anglais, en français, en espagnol, en arabe et en mandarin.

#### Services IPAC

##### Collection de données/échantillons - interopérabilité ELSI
IPAC offre les services d'interopérabilité suivants :
- Analyse comparative internationale du consentement (collections légale/prospective)
- Préparation de l'harmonisation des politiques et du consentement pour les projets en développement
- Conseils sur les changements ayant trait au consentement/re-contact/retour de résultats
- Préparation de documents pour approbation par les comités d'examen institutionnels (IRB), comprenant la propriété intellectuelle et les politiques de publication
- Préparation de modèles pour les MTA et pour les permissions d'accès
- Validation des chercheurs, permissions institutionnelles, propositions de plans de sécurité
- Consultation éthique ad hoc
- Préparation de codes de conduite/politiques et procédures internationales
- Révision indépendante des requêtes d'accès
- Surveillance continue et mécanismes de gouvernance

##### P3G DataTrust
En raison des inquiétudes concernant la divulgation de résultats cliniques probants aux participants à la recherche, P3G a instauré un service DataTrust (DT). Ce service soutient le processus de re-contact des participants et la divulgation individuelle des résultants lorsque requis. Le DataTrust (DT) fait de P3G un tiers parti indépendant à titre de détenteur d'information personnelle par le biais de codes uniques associés. Le P3G-DT maintient ainsi l'indépendance de l'équipe de projet tout en assurant la diligence éthique en regard des standards de vie privée et de confidentialité de la recherche.

## Financement et notes historiques
L’Organisme P3G a été incorporé en 2004. P3G a été mis sur pied par et pour des chercheurs impliqués dans le domaine de la génomique des populations sous la direction du Pr. Bartha Maria Knoppers et du Dr. Thomas Hudson.  P3G est financé, depuis ses débuts, par Génome Québec et Génome Canada, ainsi que par d'autres organismes subventionnaires.